# Lothar Späth

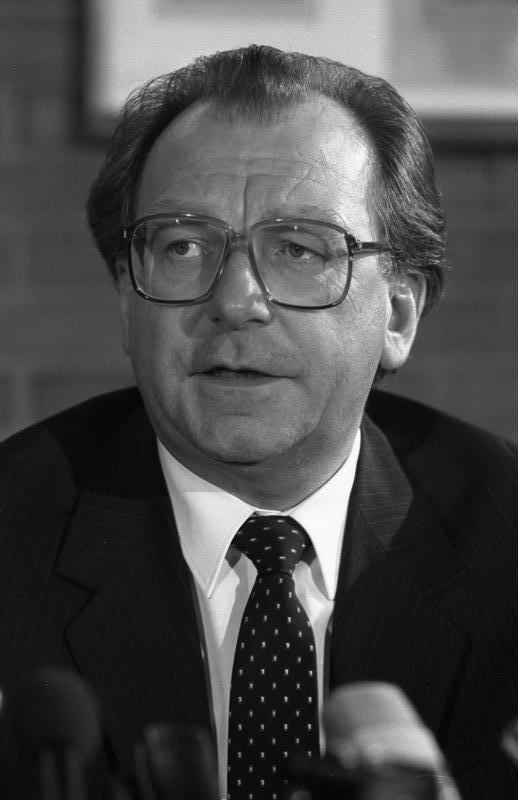
Lothar Späth (1983)

Lothar Späth (* 16. November 1937 in Sigmaringen; † 18. März 2016 in Stuttgart) war ein deutscher Politiker (CDU) und Manager. Von 1978 bis 1991 war er Ministerpräsident von Baden-Württemberg. Wegen seiner Gewitztheit, Wendigkeit und seines Einfallsreichtums erhielt Späth den Spitznamen „Cleverle“.

## Ausbildung
Lothar Späth wurde am 16. November 1937 als Sohn eines Teilhabers einer Samenhandlung in Sigmaringen geboren. Zwei Jahre nach Späths Geburt verließ die streng pietistische Familie das katholisch geprägte Sigmaringen und zog nach Ilsfeld, wo er die Volksschule besuchte. Es folgten die Oberschule in Beilstein (heutiges Herzog-Christoph-Gymnasium Beilstein) und das Robert-Mayer-Gymnasium in Heilbronn, das er bereits nach der Mittleren Reife verließ. Zwischen 1953 und 1958 wurde Späth im Verwaltungsdienst der Stadt Giengen an der Brenz und beim Landratsamt Bad Mergentheim ausgebildet. Von 1958 bis 1959 besuchte er die Staatliche Verwaltungsschule Stuttgart.

## Öffentliche Ämter und politische Tätigkeiten
Ab 1960 arbeitete Späth bei der Finanzverwaltung der Stadt Bietigheim. Er übernahm 1963 den Vorsitz des dortigen, 1961 von ihm selbst gegründeten Stadtjugendrings. 1965 wurde er Beigeordneter und Finanzreferent der Stadt, 1967 wurde er dort zum Bürgermeister gewählt. Von 1970 bis 1974 war er Geschäftsführer der Neuen Heimat in Stuttgart und Hamburg und bis 1977 auch im Vorstand bzw. Aufsichtsrat der Baufirma C. Baresel AG in Stuttgart.
1968 wurde er erstmals als Abgeordneter in den Landtag von Baden-Württemberg gewählt, 1972 wurde er dort Vorsitzender der CDU-Fraktion. Nachdem er mehrmals ihm von Ministerpräsident Hans Filbinger angebotene anderweitige Ministerämter zunächst ausgeschlagen hatte, wurde er 1978 zum Innenminister ernannt.

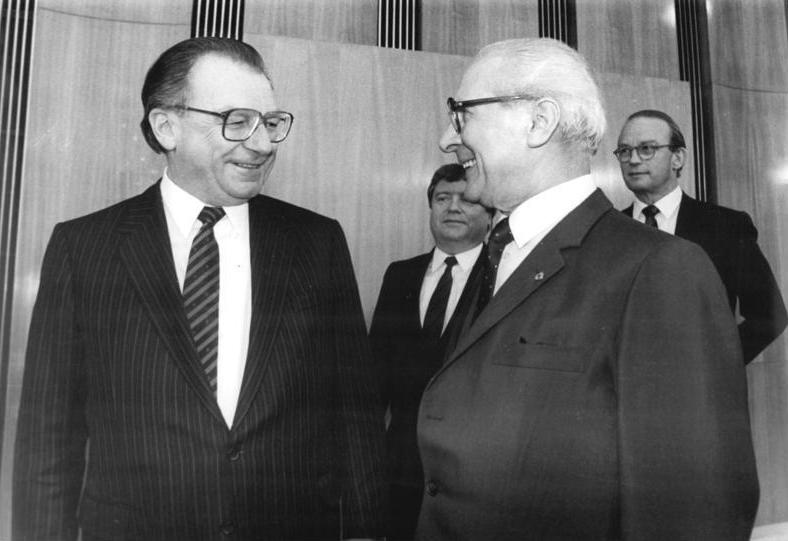
Späth mit Erich Honecker (1987)

Nach dem Rücktritt von Filbinger wegen der „Filbinger-Affäre“ wurde Lothar Späth schließlich am 30. August 1978 zum fünften Ministerpräsidenten von Baden-Württemberg gewählt. Er konnte sich innerhalb der Landtagsfraktion gegen den Stuttgarter Oberbürgermeister Manfred Rommel, der ebenfalls Ambitionen auf das Amt hatte, durchsetzen. Von 1979 bis 1991 war er Landesvorsitzender der CDU Baden-Württemberg, anschließend deren Ehrenvorsitzender, sowie von 1981 bis 1989 stellvertretender Bundesvorsitzender der Partei.
Ende der 1980er Jahre erschien die CDU als eine zerstrittene Partei. Nach einer Reihe von Wahlniederlagen und Umfragen, die eine geringe Zufriedenheit der Bevölkerung mit der Politik des Bundeskanzlers Helmut Kohl signalisierte, erwogen CDU-Generalsekretär Heiner Geißler, Kurt Biedenkopf und Rita Süssmuth im Vorfeld des Bremer Parteitags der CDU 1989, Späth als Gegenkandidaten für den Parteivorsitz aufzustellen. Kohls Führungsstil, der einen latenten Machtkampf mit Geißler ausfocht und die Parteigremien vernachlässigte, wurde im Parteivorstand scharf kritisiert. Aber aus Angst vor einer Niederlage rückten Kohls Kritiker schon im Vorfeld des Parteitags schrittweise von Späth und Geißler ab. Späth wurde schließlich nicht als Gegenkandidat aufgestellt. Er, Geißler, Norbert Blüm und Süssmuth legten im Präsidium lediglich einen Reformkatalog vor, um das Präsidium an Entscheidungen zu beteiligen. Kohl löste letztlich keine der Forderungen ein, sondern nutzte seine Kontakte zur Parteibasis, aber auch die Entwicklung in Osteuropa, um von dem Parteistreit abzulenken. Die Kohl-Kritiker wurden auf dem Parteitag abgestraft. Späth fiel bei der Wahl zum stellvertretenden Vorsitzenden durch. Dadurch verschob sich das Parteigefüge der CDU in Richtung „Kanzlerpartei“, denn Späth war der letzte CDU-Ministerpräsident von Rang in der Bundespolitik gewesen.
Turnusgemäß war Späth als Ministerpräsident von Baden-Württemberg vom 1. November 1984 bis zum 31. Oktober 1985 Bundesratspräsident. Von 1987 bis 1990 war Späth Bevollmächtigter der Bundesrepublik Deutschland für kulturelle Angelegenheiten im Rahmen des Élysée-Vertrags. In dieser Funktion war er wesentlich an der Idee und Gründung des Fernseh-Kulturkanals Arte beteiligt.
Späth konnte bei den Landtagswahlen 1980, 1984 und 1988 jeweils die absolute Mehrheit der CDU verteidigen. Als Ministerpräsident trieb er die wirtschaftliche Entwicklung des Landes voran. Späth arbeitete dabei mit in Baden-Württemberg ansässigen Konzernen und deren Managern eng zusammen, insbesondere mit dem Wirtschaftsmanager und Konzernchef der Südmilch AG Friedrich Wilhelm Schnitzler, dem Mercedes-Benz-Konzern, der Porsche AG und mit deren Vorständen. Nachdem Späth im Zusammenhang mit der „Traumschiff-Affäre“ Vorteilsnahme bei Ferienreisen vorgeworfen worden war, trat er am 13. Januar 1991 von seinem Amt als Regierungschef zurück und legte am 31. Juli 1991 auch sein Mandat als Landtagsabgeordneter nieder. Sein Nachfolger als Ministerpräsident wurde der damalige baden-württembergische CDU-Fraktionsvorsitzende Erwin Teufel. Sein Landtagsmandat übernahm der Oberbürgermeister von Bietigheim-Bissingen Manfred List.
Für seine Wendigkeit und seinen Einfallsreichtum war Späth oft als „clever“ bezeichnet worden, in der schwäbischen Mundart zum „Cleverle“ verniedlicht. Nach seinem Rücktritt als Ministerpräsident meinte Der Spiegel, Späth sei binnen Wochen vom „Cleverle“ zum „Neverle“ geschrumpft.
Im Bundestagswahlkampf 2002 war Späth als Schatten-Wirtschaftsminister Mitglied im Schattenkabinett des Kanzlerkandidaten Edmund Stoiber.

## Sonstige Tätigkeiten
Um mittelständische Unternehmen aus Baden-Württemberg bei der Erschließung ausländischer Märkte zu unterstützen, rief er 1984 die „Exportstiftung Baden-Württemberg“, heute Baden-Württemberg International, ins Leben.
Gemeinsam mit Gregor Gysi moderierte er ab dem 20. Januar 2003 die Talkshow Gysi und Späth im MDR. Im vierwöchigen Turnus wurde aus dem Leipziger Hauptbahnhof gesendet. Nach drei Folgen wurde die Sendung abgesetzt.

## Privatwirtschaft

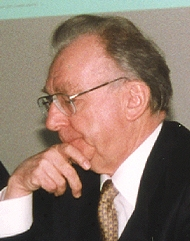
Lothar Späth (2003)

Späth wurde im Juni 1991 Geschäftsführer der Jenoptik GmbH in Jena (Rechtsnachfolger des VEB Carl Zeiss Jena) und führte diese am 16. Juni 1998 als Vorstandsvorsitzender der daraus hervorgegangenen Aktiengesellschaft Jenoptik AG an die Börse. Jenoptik war somit eines der wenigen Beispiele, dass ein ehemaliges Industriekombinat aus der ehemaligen DDR sich nach der Wende erfolgreich im vereinigten Deutschland behaupten konnte. Späths eigene Tätigkeit im Vorstand der Jenoptik AG endete im Juni 2003. Im April 1996 wurde Späth Präsident der Industrie- und Handelskammer Ostthüringen zu Gera. 1997 erhielt er die Ehrenbürgerschaft der Stadt Jena.
Von 1997 bis 2001 moderierte er die wöchentliche Gesprächssendung Späth am Abend auf n-tv. Ab 2005 moderierte er wieder eine gleichnamige Sendung, die monatlich ausgestrahlt wurde. Er hatte eine Honorarprofessur für Medien und Zeitdiagnostik an der Friedrich-Schiller-Universität Jena inne. Von 2002 bis 2011 war Späth Testimonial des Innovationswettbewerbs „TOP 100 – Die innovativsten Unternehmen im deutschen Mittelstand“ und Herausgeber des dazugehörigen, jährlich erscheinenden Buches. Im Mai 2005 wurde er Vorsitzender der Geschäftsführung der Investmentbank Merrill Lynch für Deutschland und Österreich, zudem war er von 2006 bis 2007 Aufsichtsratsvorsitzender der Verlagsgruppe Georg von Holtzbrinck. Von Juli 2007 bis April 2013 war er Aufsichtsratsvorsitzender der J&M Management Consulting AG mit Sitz in Mannheim. Von 1998 bis September 2012 war er ebenfalls Aufsichtsratsvorsitzender der Herrenknecht AG, dem führenden Hersteller von Tunnelvortriebsmaschinen.
Von Späth erschienen mehrere Bücher politischen Charakters.

## Ehrenamt
Lothar Späth war Stifter des Lothar-Späth-Preises. Weiterhin war er seit 2004 Jury-Mitglied des Unternehmerpreises Entrepreneur des Jahres. Von 2008 bis 2012 war er Vorsitzender des Kuratoriums der Denkmalstiftung Baden-Württemberg. Ebenso war er Vorsitzender des Kuratoriums der von ihm initiierten Marion Ermer Stiftung zur Förderung von Kunst und Kultur, insbesondere von Nachwuchskünstlern in den neuen Bundesländern.

## Privates

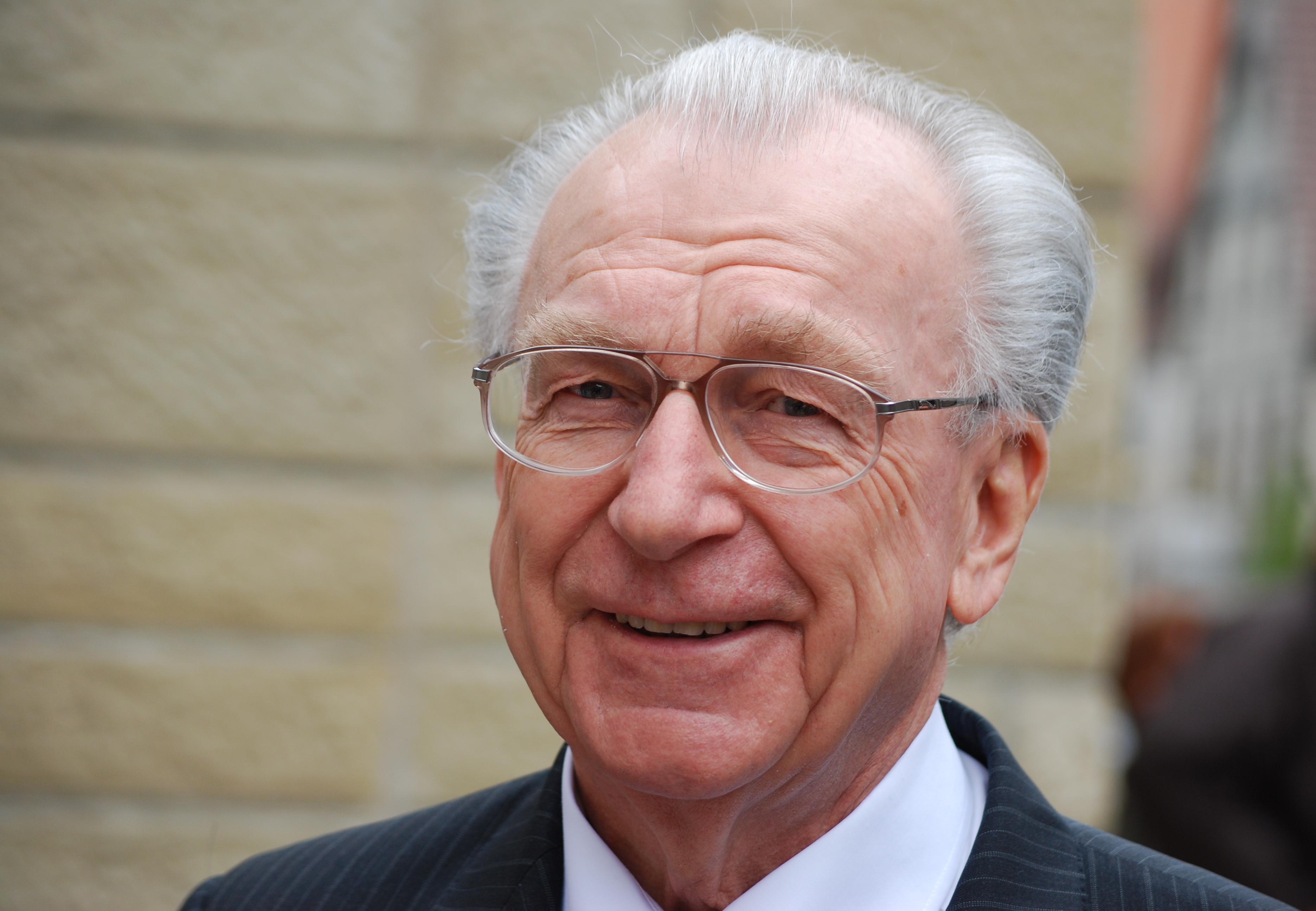
Lothar Späth (2011)

Lothar Späth war seit 1962 verheiratet und hatte mit seiner ab Ende 2013 von ihm getrennt lebenden Frau Ursula eine Tochter und einen Adoptivsohn, Peter Späth, der seit 2007 dem Vorstand der Sparkasse Trier angehört, seit 2020 als Vorsitzender.
Am 18. März 2016 starb Späth im Alter von 78 Jahren. Er war an Demenz erkrankt und lebte zuletzt in einem Pflegeheim. Seine letzte Ruhestätte fand Späth auf dem Friedhof von Möhringen im Süden von Stuttgart.

## Auszeichnungen und Ehrungen
- 1979 – Großes Bundesverdienstkreuz
- 1983 – Großes Bundesverdienstkreuz mit Stern und Schulterband
- 1985 – Europäischer Karlspreis der Sudetendeutschen Landsmannschaft
- 1986 – Großkreuz des Verdienstordens der Italienischen Republik
- 1989 – Großkreuz des Ordens des Infanten Dom Henrique
- 1989 – Goldenes Schlitzohr
- 1989 – Großkreuz des Bundesverdienstkreuzes
- 1990 – Ordre des Arts et des Lettres
- 1990 – Norwegischer Verdienstorden
- 1990 – Orden wider den tierischen Ernst des Aachener Karnevalvereins
- 1992 – Königlich Norwegischer Generalkonsul für Thüringen und Sachsen-Anhalt
- 1992 – Verdienstmedaille des Landes Baden-Württemberg
- 1996 – Cicero-Rednerpreis
- 1997 – Ehrenbürger der Stadt Jena
- 2000 – Heimatmedaille des Landes Baden-Württemberg
- 2000 – Närrisches Steckenpferd der Prinzengarde Krefeld
- 2001 – Ehrensenatorenwürde der Akademie der Bildenden Künste München
- 2002 – Goldene Henne
- 2002 – Deutscher Mittelstandspreis
- 2003 – Verdienstorden des Freistaats Thüringen
- 2005 – Schärfste Klinge (Ehrenpreis der Stadt Solingen)
- 2006 – Ehrenbürger der Stadt Ulm
- 2006 – Ehrendoktor der Universität Ulm
- 2009 – Prix Bartholdi (Ehrenpreis des oberrheinischen Hochschul-Fördervereins)